# Moustapha Name
Moustapha Name, né le 5 mai 1995 à Dakar, est un footballeur international sénégalais qui évolue au poste de milieu de terrain au Paphos FC en prêt au  CFR Cluj.

## Biographie

### Carrière en club
Moustapha Name est formé à l'AS Dakar Sacré-Cœur, partenaire de l'OL, et rejoint ensuite l’Avenir de Dakar, puis rejoint le  KSC Lokeren en 2015 pour une durée de sept mois. Titulaire d'un visa, Name n’avait pas pu obtenir de titre de séjour.
Name revient donc dans son quartier de Liberté 4, dans le centre de Dakar.
Moustapha Name commence sa carrière professionnelle à l'AS Douanes en 2016, dans son Sénégal natal. Il marque notamment 10 buts en championnat sénégalais lors de sa dernière saison au club, attirant ainsi l'intérêt de clubs étrangers.
Name rejoint ainsi le Pau FC à l'été 2018,, où il s'intègre rapidement à l'effectif béarnais. Name est notamment capitaine lors de la victoire des béarnais face aux Girondins de Bordeaux, évoluant en Ligue 1, en 16es de finale de la Coupe de France 2019-2020.
Au Pau FC, il forme avec Quentin Daubin l'une des meilleures paires de récupérateurs du National, et son entraineur Bruno Irles affirme croire énormément en lui.
Fort de son passage réussi en National avec Pau, Name signe au Paris FC en Ligue 2 le 27 juin 2020. Il fait ses débuts avec le Paris FC lors d'une victoire 3-0 en Ligue 2 contre le FC Chambly le 22 août 2020,.

### Carrière en sélection
Name intègre la sélection du Sénégal et remporte l’édition 2019 de la Coupe des nations de l'UFOA.
Name fait ses débuts en équipe du Sénégal le 11 novembre 2020, à l'occasion d'une victoire 2-0 contre la Guinée Bissau, lors des qualifications pour la CAN 2021.
Il remporte la Coupe d'Afrique des Nations en 2022, sans avoir disputé un seul match.
Le 11 novembre 2022, il est sélectionné par Aliou Cissé pour participer à la Coupe du monde 2022.

## Palmarès
- Coupe d'Afrique des nations :
  - Vainqueur en 2021.

- Coupe de Chypre : 
  - Vainqueur en 2023-24.